# Szkielety (zespół muzyczny)
Szkielety – zespół bigbitowy założony w październiku 1966 roku przy Akademii Medycznej w Lublinie.

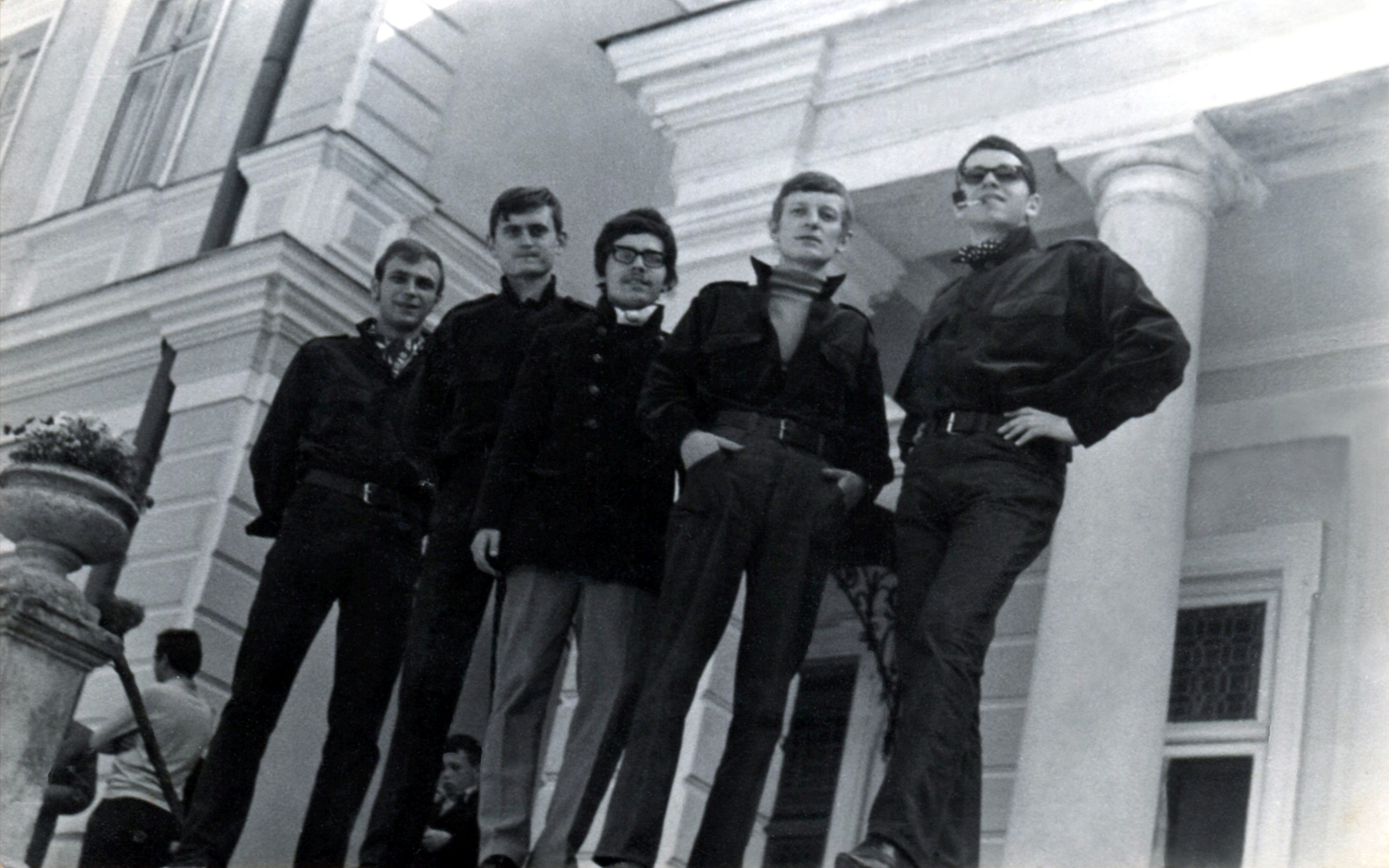
Stoją od lewej: Irosław Szymański, Leszek Juziuk, Mirosław Sopoćko, Ryszard Celoch, Kazimierz Goździuk

Zespół współtworzyli: Irosław Szymański - gitara rytmiczna, kierownik zespołu (student Akademii Medycznej w Lublinie), Mirosław Sopoćko - wokal, Kazimierz Goździuk - gitara prowadząca (student Akademii Medycznej w Lublinie), Ryszard Celoch - perkusja (student Akademii Rolniczej w Lublinie) oraz Tadeusz Pietrzak (student Akademii Medycznej w Lublinie), a w późniejszym okresie Leszek Juziuk (student Uniwersytetu Marii Curie-Skłodowskiej w Lublinie) - gitara basowa. Gościnnie z zespołem występowały wokalistki: Elżbieta Igras oraz Alicja Rusek.
Grupa występowała głównie na lubelskich scenach, także podczas wydarzeń kulturalnych. W 1969 roku zespół zagrał na balu przed Chatką Żaka zorganizowanym w ramach imprez towarzyszących ogólnopolskiemu Festiwalu Kultury Studenckiej w Krakowie. Brał również udział w przeglądach muzycznych, m.in. w 1968 roku wystąpił w Domu Kultury Kolejarza. Zespół zakończył swoją działalność w roku 1970.